# Nørhå-Sønderhå-Hørsted Pastorat
Nørhå-Sønderhå-Hørsted Pastorat er et pastorat i Sydthy Provsti og i Thisted Kommune, tidligere i Hundborg og Hassing herreder.
Uofficielt kaldes pastoratet undertiden for Nørhå-Stenbjerg-Sønderhå-Hørsted Pastorat.

## Pastoratet
Pastoratet blev oprettet, da de tidligere pastorater blev slået sammen i 1970. Fra oprettelsen og frem til udgangen af 2006 hørte pastoratet til Thisted Provsti. I 2007 blev pastoratet en del af Sydthy Provsti. Pastoratet har hele tiden hørt til Thisted Kommune.
Frem til 1. oktober 2010 var Stenbjerg et kirkedistrikt under Nørhå Sogn. Derefter er Stenbjerg er selvstændigt kirkesogn.

## Kommuner
Nørhå (med Stenbjerg) og Sønderhå–Hørsted blev sognekommuner i 1842. 
Den 1. april 1969 blev Snedsted og Nørhå (med Stenbjerg) lagt sammen til Snedsted-Nørhå Kommune. 
I 1970 blev de gamle sognekommuner en del af Thisted Kommune (1970-2006). 
I 2007 blev de tre hidtidige kommuner (Hanstholm, Thisted og Sydthy) lagt samme til den nye Thisted Kommune.

## Menighedsråd
I november 2012 blev der valgt to menighedsråd i pastoratet. Det var Stenbjerg Sogns Menighedsråd og Nørhå-Sønderhå-Hørsted Sognes Menighedsråd. Tidligere var der et menighedsråd i hvert af de fire sogne (eller kirkedistrikter). 

## Nabopastorater
Mod nord grænser pastoratet op til Hundborg-Jannerup-Vang-Vorupør-Vester Vandet Pastorat, der ligger i Thisted Provsti og i Hundborg Herred. 
Mod øst og syd grænser pastoratet op til Snedsted Pastorat, Harring-Stagstrup Pastorat, Visby-Hassing-Villerslev-Hørdum-Skyum Pastorat, Bedsted-Grurup Pastorat og Hvidbjerg Vesten Å-Ørum-Lodbjerg Pastorat, der alle ligger i Sydthy Provsti og i Hassing Herred. 
Mod vest grænser pastoratet op til Vesterhavet. 